# Benjamin Piercy
Benjamin Piercy (Trefeglwys, 16 marzo 1827 – Londra, 24 marzo 1888) è stato un ingegnere gallese, noto per aver realizzato la rete ferroviaria della Sardegna e per la creazione nell'isola di alcuni paesi e villaggi, fra i quali Chilivani.
Laureatosi ad appena 20 anni in ingegneria civile, iniziò a lavorare con il padre ed il fratello Robert (il quale aveva già collaborato a progetti ferroviari riguardanti la Sardegna) e ben presto iniziò a progettare impianti e reti in Galles e nel resto della Gran Bretagna, nonché in Francia, Spagna, India, Birmania e Sudamerica. 

## Attività iniziali
Benjamin Piercy l'8 gennaio 1861 fu eletto consigliere dell'ordine degli ingegneri civili inglese.
In Galles operò, fra le altre, per la Kingston & Eardisley Railway Company e per la compagnia di Thomas Savin, conosciuto dopo che questi aveva acquisito parte dell'altra compagnia. Il rapporto fra Savin e Piercy, tuttavia, si fece notare poiché il loro consorzio produceva progetti casualmente selezionati senza l'intenzione di realizzarli, essendo l'intento solo quello di vendere le concessioni eventualmente ottenute nel 1864. Con Savin e con il conte di Monthiers, si aggiudicò appalti in Francia per reti da realizzare in Vandea.
Conobbe Giuseppe Garibaldi, ne divenne amico e l'Eroe dei Due Mondi lo chiamò come padrino del figlio Ricciotti. Secondo il Bombay Builder, rivista degli ingegneri indiani, Ricciotti avrebbe dovuto presto iniziare ad apprendere il mestiere di Piercy, sotto la sua guida e supervisione, su linee ferroviarie indiane

## Piercy in Sardegna
Giunse in Sardegna intorno al 1865 con l'incarico di realizzarvi la rete isolana. Pochi anni prima, il finanziere Gaetano Semenza, con l'avallo del ministro delle finanze Quintino Sella, aveva costituito una società mista italo-inglese, la Compagnia per le Ferrovie Reali Sarde, cui il neonato Regno d'Italia, insieme con la concessione all'esercizio delle linee ferrate, conferì circa 200.000 ettari di terreno ademprivile; secondo la concessione originaria, la compagnia doveva realizzare un collegamento fra Cagliari e Sassari, con diramazioni per Decimomannu-Iglesias, Porto Torres, Ozieri,  e Terranova (Olbia). Già si disponeva di un progetto di massima realizzato dalla società Baratelli, perciò il Piercy fu incaricato di completare il progetto e realizzarlo.

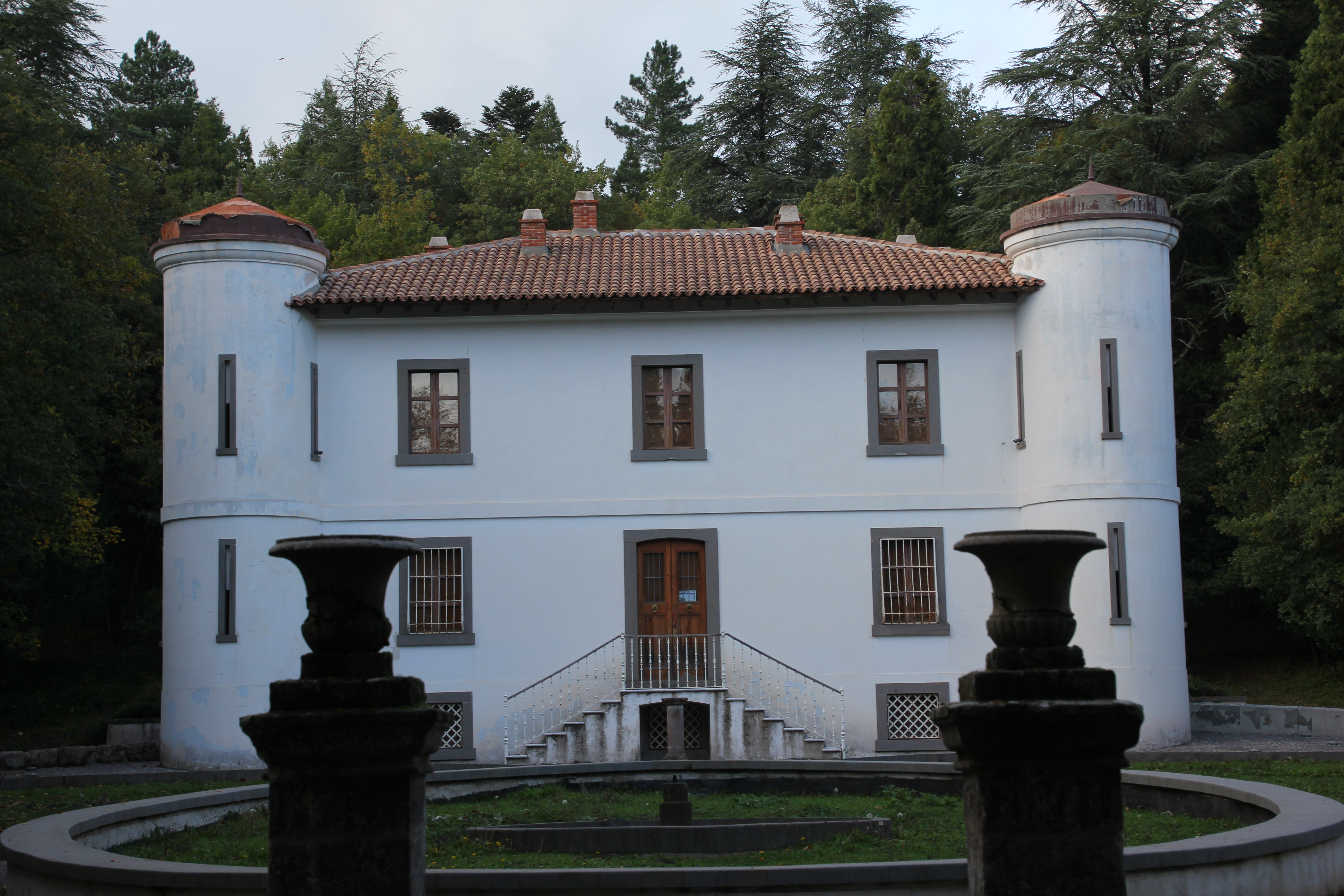
La sua villa a Badde Salighes

Dopo le prime saltuarie ricognizioni, inframezzate da missioni in India, Piercy si stabilì nell'isola nel 1870, inizialmente a Cagliari, acquistando poi fra il 1879 e il 1883 vasti terreni, per complessivi 3700 ettari, sull'altopiano di Campeda, presso Bolotana e Bonorva, ed iniziando la costruzione di Villa Piercy, in località Badde Salighes, nonché di altri manufatti nella confinante tenuta di Padru Mannu. Mentre dirigeva personalmente i lavori, fu ammesso fra i soci della compagnia ferroviaria.
Le attività non ferroviarie insediate a Campeda, però, imperniate su un'azienda agricola impiantata ex novo (e provvista di una sua stazioncina ferroviaria, oltre che di più di 50 chilometri di strade interpoderali), furono notevoli per molti aspetti. A  Padru Mannu Piercy realizzò un caseificio (comprendente un burrificio), dotato di innovativi impianti per la sterilizzazione, che munì di una propria rivendita diretta a Cagliari.
Interessatosi di zootecnia, fece esperimenti di genetica provando l'incrocio fra il muflone e la femmina del cervo e per questo richiamando l'attenzione di Robert Tennant, che ne scrisse favorevolmente. Forte anche dei circa 1000 ettari della tenuta lasciati a foraggio, introdusse alcune razze alloctone di bovini, suini, ovini e caprini. Provò ad introdurne anche per gli equini, ma in ogni caso, anche per selezioni più stabili, la stazione di monta di Padrumannu divenne un'importante fornitrice dei corpi militari. 
Sperimentò anche, per la botanica, l'impianto di specie di provenienze assai distanti, come la tuja dell'Himalaia, l'abete di Spagna, il cipresso di Lawson, il libocedro, il bosso delle Baleari ed altri. A Badde Salighes aveva infatti impiantato anche una segheria, in cui realizzare le traversine per i binari, perciò, dato il notevole disboscamento dovuto a questa attività, creò dei vivai per il rimboschimento ed in questi sperimentava. Furono complessivamente oggetto di rimboschimento circa 340 ettari.Parte di questo rimboschimento avvenne anche nei territori di Pattada in località Sololche, ove si rifugiarono gli addetti ai lavori, per via della malaria, e alle cui altezze non poteva sopravvivere l'insetto.
Francesco Salaris, deputato addetto allo studio dell'Isola per l'inchiesta agraria Jacini, parlò dell'azienda di Piercy come di "un monumento eretto all'agricoltura moderna [...] condotta con vero intuito imprenditoriale da uno dei più intelligenti operatori agricoli nazionali; oggi è il maggior proprietario di fondi rustici di tutta l'isola". 
Il suo patrimonio si accrebbe infatti con successivi acquisti di tenute, per migliaia di ettari, in territorio di Domusnovas. A questi si aggiunsero altri acquisti ed investimenti praticamente in tutta l'Isola, da Palau a Chia. Fu necessario istituire un'autonoma Amministrazione Piercy che aveva sede a Cagliari, nel palazzo Zedda-Piras. Fra gli investimenti, l'albergo della stazione di Macomer, descritto anche da Elio Vittorini, nel 2004 dismesso dall'ente ferroviario.
Il 2 maggio 1882 il comune di Bolotana gli conferì la cittadinanza onoraria. Il re Umberto I lo nominò commendatore della Corona d'Italia. Piercy non aveva tralasciato i suoi interessi in altre imprese ferroviarie, ad esempio in India, e nel 1884, mentre una compagnia di cui era socio realizzava impianti nella zona di Assam, intitolò "Margherita" un villaggio nei pressi di Makum in onore della regina italiana.

## L'amante indiana
A proposito della nascita del paese di Chilivani, che si sviluppò intorno al nodo di scambio ferroviario che collegava la linea Sassari-Olbia con Ozieri e, indirettamente, con tutta la fascia dei paesi retrostanti, è nota la leggenda per la quale Piercy avrebbe scelto questo nome in onore di una sua amante indiana, tal Kilivan; la leggenda è peraltro talora arricchita da altri dettagli, ad esempio si è detto che, venuta in Sardegna con l'ingegnere, vi sia morta di mal sottile (tubercolosi). Il poeta sardo Angelo Dettori aveva addirittura pubblicato versi nei quali la individuava come figlia di un maragià e sosteneva che Piercy l'avesse rapita.
A smontare il romanticismo dell'ipotesi ci sono però sia l'antichità del toponimo, attestato documentalmente come anteriore alla metà dell'Ottocento (e peraltro ve n'è uno assai simile citato nel Condaghe di Santa Maria di Bonarcado), sia la scoperta, dovuta ad un giornale locale, di un romanzo di Pietro Luridiana che aveva per protagonista proprio una tal Kilivan. Il Fadda, però, riferisce con dettagli che un'indiana non refrattaria agli amorosi sensi effettivamente facesse notoriamente parte del "Clan Piercy".

## L'eredità Piercy
Trasmessasi al figlio del Piercy, Henry Piercy (figlio maggiore) ed al più giovane Benjamin Herbert Piercy recante quasi lo stesso nome, dopo la morte di questo ultimo, avvenuta nel 1943, la successione ebbe un singolare risalto giuridico poiché nel 1953 le proprietà che erano state dell'ingegnere furono espropriate. Con l'occasione venne alla luce un contrasto giuridico fra le procedure successorie italiana ed inglese: i Piercy si erano tramandati l'eredità in base all'istituto anglo-sassone del trust, che creò non poche difficoltà interpretative circa i reali titolari dei diritti di proprietà secondo il diritto italiano, al punto che, a seguito di un'azione di rivendicazione, fu proposta una questione di legittimità costituzionale dei decreti espropriativi. Il contenzioso (pur se la questione di legittimità fu sostanzialmente respinta per insufficiente motivazione), fa nel suo insieme giurisprudenza in ordine alla qualificazione degli eredi ed alla traduzione nel diritto italiano degli effetti del citato istituto inglese. 
Dopo l'esproprio, parte delle proprietà furono cedute a privati, mentre circa 1400 ettari furono assegnati all'ETFAS e successivamente ceduti al comune di Bolotana per l'assegnazione a coltivatori ed allevatori del luogo.

## Curiosità
Nel 2011 la casa editrice inglese Gotha Games ha realizzato un gioco da tavola 1865 Sardinia, che si ispira alle attività svolte in Sardegna e Corsica da Benjamin Piercy.